# 房思安
房思安（ぼう しあん、生没年不詳）は、中国の北魏の官僚・軍人。本貫は清河郡繹幕県。

## 経歴
皇興元年（467年）、房法寿や房崇吉らとともに北魏に降り、楽陵郡太守となった。西安子の爵位を受け、建威将軍・北平郡太守に転じた。大司馬司馬・斉州武昌王府司馬を歴任した。太和21年（497年）、孝文帝が南征の軍を起こすと、召還されて歩兵校尉・直閤将軍・中統軍をつとめた。兵士たちをよく宥めて、孝文帝に称賛された。漢陽が平定されると、武昌王司馬をつとめ、東魏郡太守を兼ね、寧朔将軍の号を加えられ、清河子に爵位を改められた。太和22年（498年）、従兄の房伯玉が宛で降伏すると、思安はしきりに伯玉の助命を願い出たことから、孝文帝は特別にこれを許した。のちに思安は在官のまま死去した。

## 家族
- 弟：房幼安（高密郡太守）[2]
- 子：房敬宝（爵位を嗣ぎ、奉朝請・征北中兵参軍・北征統軍・寧遠将軍をつとめて、戦功があった）[3]

## 伝記資料
- 『魏書』巻43 列伝第31